# Présentation de Jésus au Temple

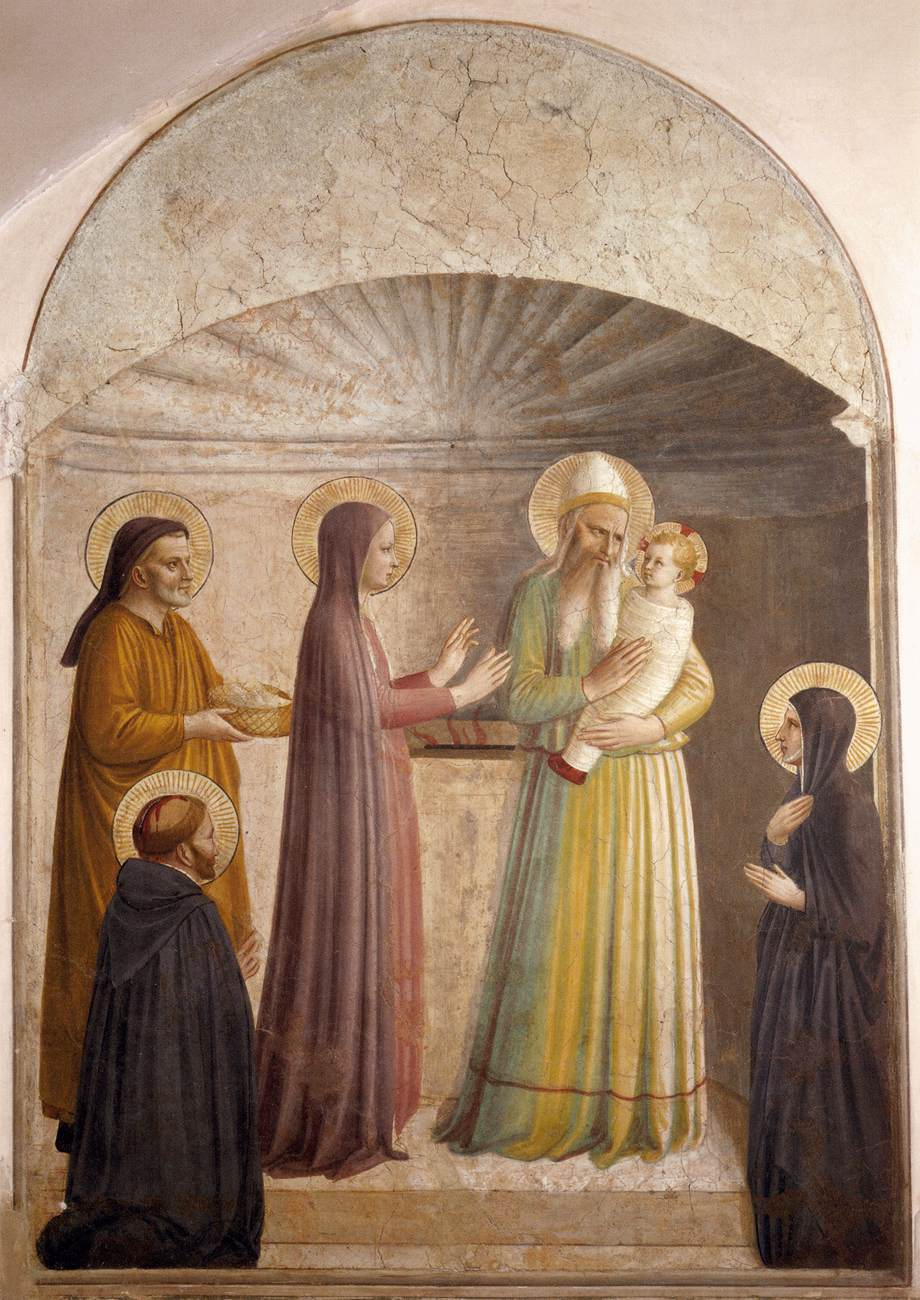
La Présentation de Jésus au Temple, fresque de Fra Angelico, entre 1440 et 1442.

La Présentation de Jésus au Temple est un événement de la vie de Jésus relaté dans l'Évangile selon Luc (2:22s). Accomplissant une prescription de la loi juive — « Tout mâle premier-né sera consacré au Seigneur » (Ex 13,2,11-13) — les parents de l'enfant Jésus le présentent et l'offrent au Temple de Jérusalem. Il y est reçu par le vieillard Syméon.
La fête chrétienne qui y est associée est célébrée quarante jours après Noël, c'est-à-dire le 2 février dans le calendrier grégorien. Dans les Églises d'Orient, elle est aussi célébrée le 2 février du calendrier julien, qui équivaut au 14 février du calendrier grégorien. Le 2 février fut longtemps une date importante pour les paysans, ce qui est commémoré par un grand nombre de proverbes. Cette date est traditionnellement celle de la Chandeleur.
Cet épisode est également un thème de l'iconographie chrétienne.

## Le texte
Luc 2,21-40

« Quand fut arrivé le huitième jour, celui de la circoncision, l'enfant reçut le nom de Jésus, le nom que l'ange lui avait donné avant sa conception. Quand arriva le jour fixé par la loi de Moïse pour la purification, les parents de Jésus le portèrent à Jérusalem pour le présenter au Seigneur, selon ce qui est écrit dans la Loi : Tout premier-né de sexe masculin sera consacré au Seigneur. Ils venaient aussi présenter en offrande le sacrifice prescrit par la loi du Seigneur : un couple de tourterelles ou deux petites colombes. 

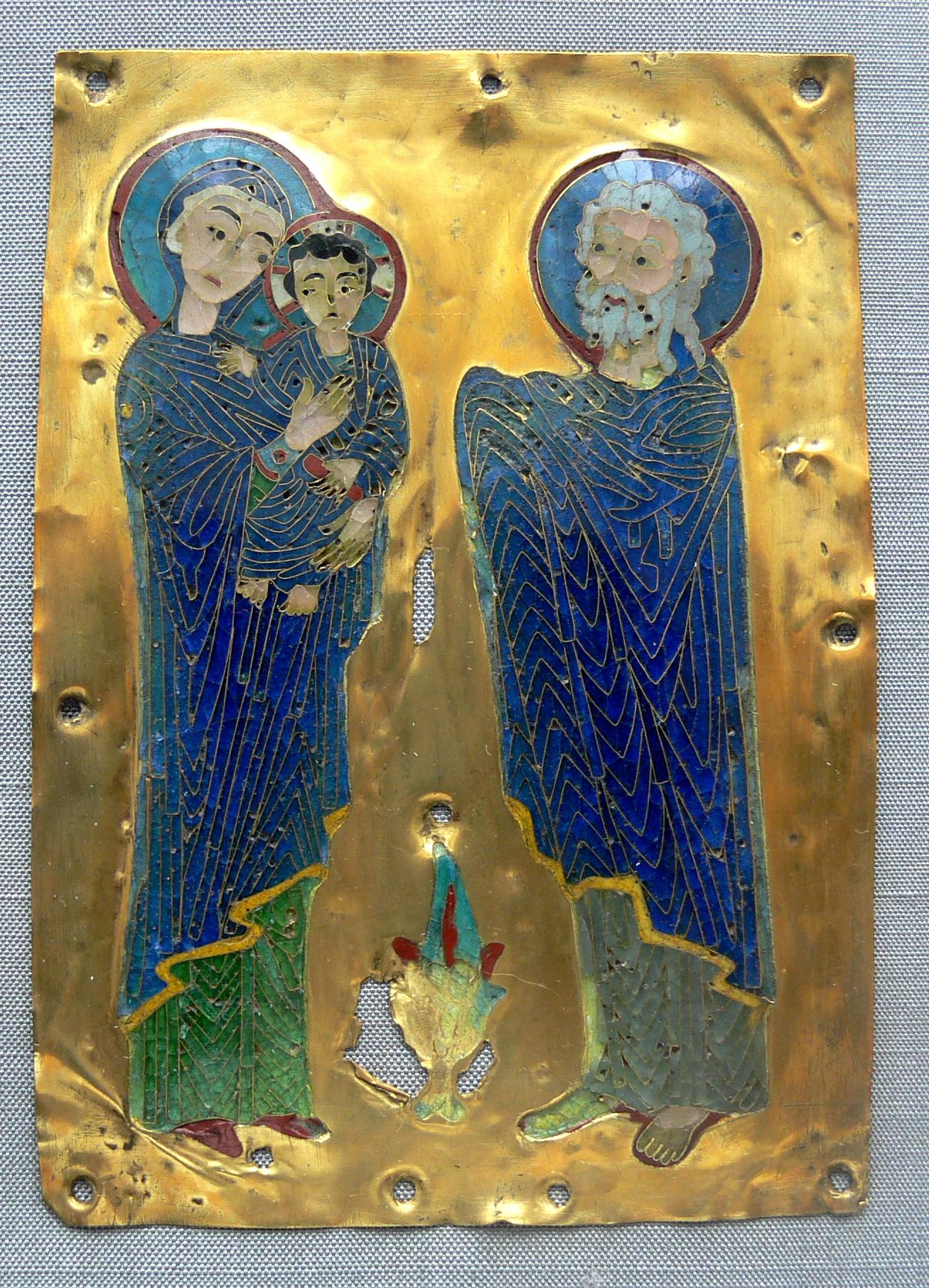
Présentation au Temple, émail byzantin (XIIe siècle) sur plaque d'or, Kunstgewerbemuseum (Berlin).

Or, il y avait à Jérusalem un homme appelé Syméon. C'était un homme juste et religieux, qui attendait la consolation d'Israël, et l'Esprit Saint était sur lui. L'Esprit lui avait révélé qu'il ne verrait pas la mort avant d'avoir vu le Messie du Seigneur. Poussé par l'Esprit, Syméon vint au Temple. Les parents y entraient avec l'enfant Jésus pour accomplir les rites de la Loi qui le concernaient. Syméon prit l'enfant dans ses bras, et il bénit Dieu en disant : « Maintenant, ô Maître, tu peux laisser ton serviteur s'en aller dans la paix, selon ta parole. Car mes yeux ont vu ton salut, que tu as préparé à la face de tous les peuples : lumière pour éclairer les nations païennes, et gloire d'Israël ton peuple ». 
Le père et la mère de l'enfant s'étonnaient de ce qu'on disait de lui. Syméon les bénit, puis il dit à Marie sa mère : « Vois, ton fils qui est là provoquera la chute et le relèvement de beaucoup en Israël. Il sera un signe de division. — Et toi-même, ton cœur sera transpercé par une épée. — Ainsi seront dévoilées les pensées secrètes d'un grand nombre ». 
Il y avait là une femme qui était prophète, Anne, fille de Phanuel, de la tribu d'Aser. Demeurée veuve après sept ans de mariage, elle avait atteint l'âge de quatre-vingt-quatre ans. Elle ne s'éloignait pas du Temple, servant Dieu jour et nuit dans le jeûne et la prière. S'approchant d'eux à ce moment, elle proclamait les louanges de Dieu et parlait de l'enfant à tous ceux qui attendaient la délivrance de Jérusalem. 
Lorsqu'ils eurent accompli tout ce que prescrivait la loi du Seigneur, ils retournèrent en Galilée, dans leur ville de Nazareth. L'enfant grandissait et se fortifiait, tout rempli de sagesse, et la grâce de Dieu était sur lui. »

— traduction pour la Liturgie catholique en langue française

## Éléments d'histoire et d'interprétation

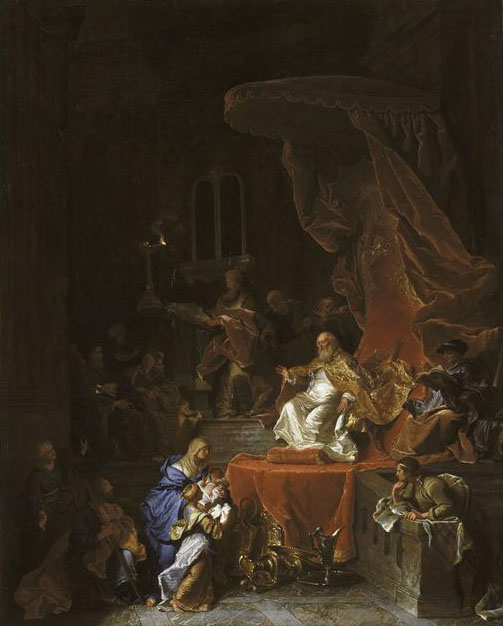
La Présentation de Jésus au Temple par Hyacinthe Rigaud. Tableau achevé en 1743 et légué par testament à Louis XV. Paris, musée du Louvre.

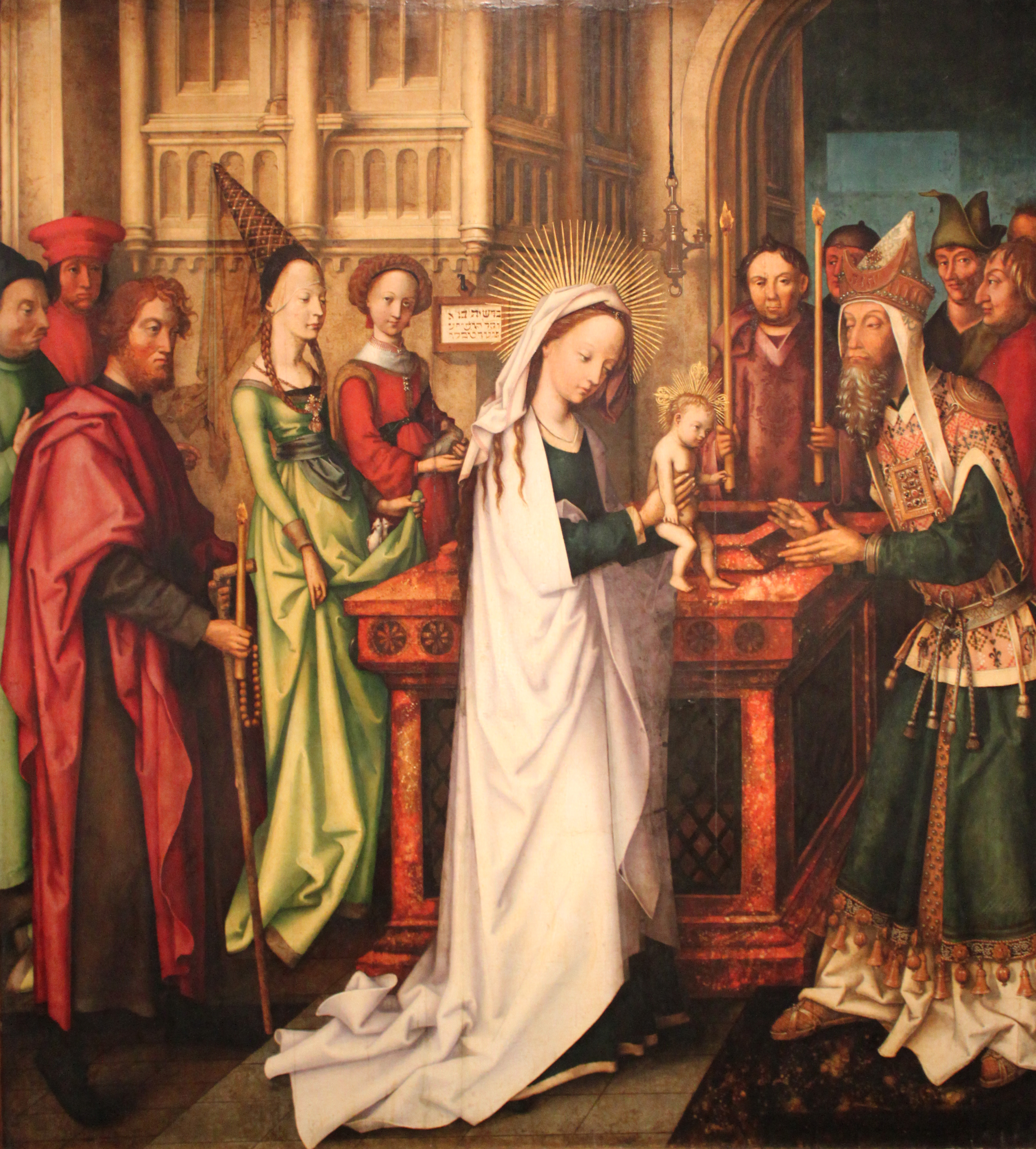
Présentation de Jésus au Temple (Hans Holbein l'Ancien, 1501, Kunsthalle de Hambourg).

Selon la tradition, les parents de Jésus accomplissent le rite religieux juif du rachat du premier-né selon lequel les garçons premiers-nés devaient être « rachetés », à l'âge d'un mois car ils étaient considérés comme appartenant à Dieu (Ex 13,2-12). Ce fut d'abord par un sacrifice animal (Nb 18,15) puis par une somme d'argent. Quant au sacrifice offert (deux colombes), il était celui de la purification de Marie (Lévitique 12,1-8). Purification était le nom de la fête du 2 février dans l'Église latine jusqu'au concile Vatican II.
La tradition orientale célèbre depuis au moins le IVe siècle la fête de la Présentation de Jésus au Temple, ou plus exactement, en grec, sa Rencontre ou Hypapante (Ὑπαπάντη ou Ὑπάντη) avec Syméon et Anne. Elle apparaît en premier dans le rite de l'Église de Jérusalem. À l'origine, elle se célébrait le 14 février puisque Jérusalem célébrait la nativité de Jésus, à cette époque et jusqu'au milieu du VIe siècle, le 6 janvier. Des documents arméniens, géorgiens et grecs éclairent les circonstances historiques tragiques dans lequel s'est réalisé le passage du 14 au 2 février.
Ce récit lucanien présente plus un caractère apocalyptique et théophanique qu'historique.

## Prière de Syméon
Le récit rapporte le cantique de Syméon (le Nunc dimittis) :
« Maintenant, ô Maître, tu peux laisser ton serviteur s'en aller dans la paix, selon ta parole. Car mes yeux ont vu ton salut. […]
Et sa prophétie sur Jésus et Marie :
" Voici, cet enfant est destiné à amener la chute et le relèvement de plusieurs en Israël, et à devenir un signe qui provoquera la contradiction, et à toi-même une épée te transpercera l'âme » (Lc, 2,34-35).
Cette prière est récitée traditionnellement par les fidèles chrétiens avant le coucher du soir ou dans les offices funèbres.
Ce récit évoque aussi Anne la prophétesse (Lc, 2,36-38).

## Quelques œuvres présentant ce thème

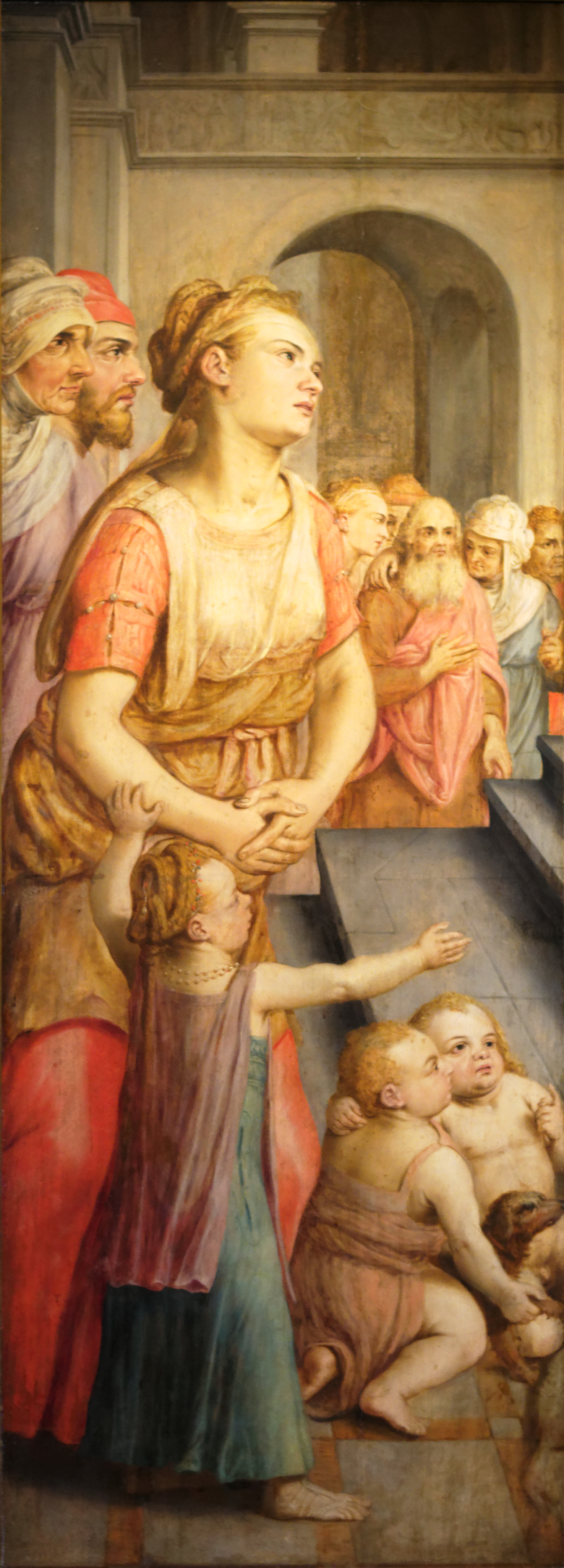
Présentation au Temple, Anthonie Van Blockland.

- Ambrogio Lorenzetti : Galerie des Offices de Florence, (1342), 257 × 168 cm
- Andrea Mantegna : La Présentation au Temple (années 1450)
- Giovanni Bellini : La Présentation au Temple (années 1460)
- Hans Memling : National Gallery of Art, Washington D.C., (1463), 59,7 × 48,3 cm
- Hans Holbein l'Ancien : Kunsthalle d'Augsbourg, (ca. 1500)
- Fra Bartolomeo : Kunsthistorisches Museum de Vienne, (1516)
- Le Triptyque des Offices d'Andrea Mantegna contient un panneau représentant en même temps la Circoncision et la Présentation au Temple.
- Vittore Carpaccio : La Présentation de Jésus au Temple, Galleria dell'Academia de Venise (1510)
- Lavinia Fontana : La Présentation au Temple (1586)
- La Présentation au Temple dans Ménologe de Basile II
- Simon Vouet : La Présentation au Temple, Musée du Louvre, (1640-1641)
- Philippe de Champaigne : Musées royaux des beaux-arts de Belgique, Bruxelles, (1648), 257 × 197 cm
- Arent de Gelder : Mauritshuis de La Haye, (ca.1700), 94,5 × 107,5 cm
- Franz Mayer : La Présentation au Temple, vitrail de (Cathédrale Saint-Michel de Toronto)
- Giambattista Pittoni : La Présentation au temple (1730-1732), Baltimore Museum of Art[7]
- Hyacinthe Rigaud : La Présentation de Jésus au Temple, tableau achevé en 1743 et légué par testament à Louis XV. Paris, musée du Louvre
- Jules Quantin: La Présentation de l’enfant au Temple, tableau achevé vers 1860. Paris, Église Notre-Dame-des-Blancs-Manteaux.
- Jules Quantin : La Présentation de l’enfant au Temple, tableau achevé vers 1870. La Motte-Feuilly, chapelle du Château de La Motte-Feuilly.

## Source
- Cet article est partiellement ou en totalité issu de l'article intitulé « Fête de la Présentation de Jésus au Temple » (voir la liste des auteurs).